# Caius Valerius Potitus Flaccus
Pour les articles homonymes, voir Valerius Potitus et Valerius Flaccus.
Caius Valerius Potitus Flaccus était un homme politique romain. Peut-être fils ou petit-fils de Lucius Valerius Publicola, tribun militaire à pouvoir consulaire en 394, 389, 387, 383 et 380 av. J.-C.
Il est consul en 331 av J.-C. et est édile en 329 av J.-C.